# Lepena
Lepena je naselje v Občini Bovec.

## Geografija
Lepena je raztreseno naselje - vas - v dolini potoka Lepenjica, pritoka reke Soče. Dolina Lepene je dolga skoraj 7 km in je razdeljena na zgornji in spodnji del. Loči ju dolinski prag, ki je ostal od umikajočega se ledenika. V pleistocenu je po dolini tekel pobočni ledenik, ki je napajal veliki Soški ledenik.
Vas, ki leži na nadmorski višini med 444 in 700 m, sestavljajo deli: Klin, Na logu v Lepeni, V koncu, Zaotoki. Povezuje jih cesta, ki se od ceste Bovec-Trenta odcepi pri Kufenku. Zgrajena je bila v prvi svetovni vojni. Italijani so zgradili tudi podaljšek čez Duplje pod Bogatin, ki pa je propadel in danes služi kot planinska pot mimo Doma pri Krnskih jezerih do Komne.
Lepenjica ima močan kraški izvir s slapom pod steno Malega Lemeža. Že pod pragom se ji pridruži potok Šunik, ki ima prav tako slap ter vrsto skočnikov. Ob njem so ostanki mlina in žage, urejena pa je tudi planinska pot Šunikov vodni gaj.
Ob izlivu Lepenjice v Sočo je veliko prodišče, kjer raste v velikem obsegu lapuh, ki mu domačini pravijo lepenje, od tod ime potoka in doline.
V Spodnji Lepeni rastejo gaber, breza, oreh, leska, topol in vrba. Na koncu Lepene in pod planino Zagreben je sklenjen bukov gozd, na Črnem vrhu in na dnu Zgornje Lepene pa je smrekov gozd.

## Opis
Lepena spada v krajevno skupnost Soča-Trenta v občini Bovec in ima trenutno 37 prebivalcev. Hiše so bovško alpskega tipa. Majhne njive ležijo na rečnih terasah, polja so v celkih. Glavni dohodek kmetij je govedoreja in drobnica. Senožeti tudi kosijo. Najobsežnejše senožeti so Konec Lepene. Pridelujejo mleko, sir, skuto in volno. Lepenjska planina leži za Dupljem (1371 m), skupaj s Sočani si delijo planino za Črnim vrhom (1315 m), planina Zagreben (1222 m) pa je zapuščena.
Danes se večina gospodarske dejavnosti vrti okoli turizma. Na začetku doline je znano apartmajsko naselje Pristava Lepena in apartmaji Pretner, tu je tudi velik kamp in penzion Klin in več drugih ponudnikov sob.
Na koncu je planinski Dom dr. Klementa Juga v Lepeni, ki je izhodišče planinske poti h Krniskim jezerom in naprej na posamezne vrhove v bližnji in daljni okolici.
Ob sotočju Lepenjice in Soče poteka tudi del Soške poti, prav pri sotočju pa se končajo Velika korita Soče. Od tu dalje je dovoljena tudi vožnja s kajakom po reki Soči ter športni ribolov na reki Lepenjici.